# Miedziopierś żółtoplama
Miedziopierś żółtoplama (Somatochlora flavomaculata) – gatunek ważki z rodziny szklarkowatych (Corduliidae).
Występuje od Francji i południowej Fennoskandii po Syberię i Mongolię. W Polsce spotykana na terenie całego kraju, oprócz gór; imagines pojawiają się od czerwca do sierpnia.
Długość ciała 48 mm, rozpiętość skrzydeł 74 mm.